# (24609) Евгений
(24609) Евгений (лат. Evgenij) — типичный астероид главного пояса, открыт 7 сентября 1978 года советским астрономом Тамарой Смирновой в Крымской астрофизической обсерватории и 1 мая 2003 года назван в честь физика Евгения Александрова.

## Обнаружение и именование
(24609) Евгений
Открыт 7 сентября 1978 года в Крымской астрофизической обсерватории Т. М. Смирновой.
Евгений Борисович Александров (р. 1936) — старший научный сотрудник Физико-технического института имени Иоффе и Государственного оптического института, является выдающимся специалистом в области экспериментальной физики. Он открыл новое научное направление — радиооптическую спектроскопию атомов.
Оригинальный текст (англ.)24609 Evgenij
Discovered 1978 Sept. 7 by T. M. Smirnova at the Crimean Astrophysical Observatory.
Evgenij Borisovich Aleksandrov (b. 1936), senior scientific worker at the Ioffe Physical and Technical Institute and the State Optical Institute, is a prominent expert in the field of experimental physics. He opened up a new scientific field--the radio-optical spectroscopy of atoms.
Источники: 20030501/MPCPages.arc; M.P.C. 48396.

## Орбита

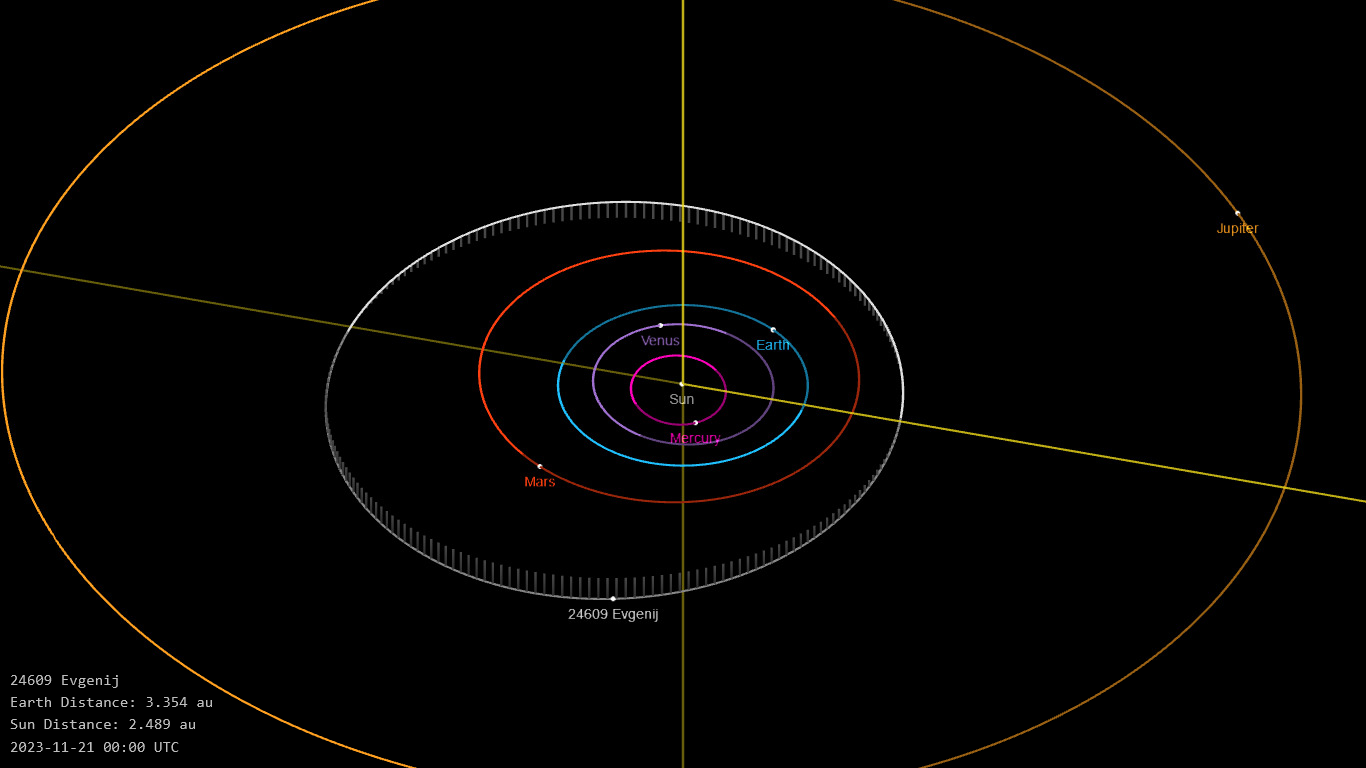
Орбита астероида Евгений и его положение в Солнечной системе

## Физические характеристики
Астероид относится к таксономическому классу S.
По результатам наблюдений системы телескопов панорамного обзора и быстрого реагирования Pan-STARRS и наблюдений системы последнего оповещения о столкновении астероида с Землей Asteroid Terrestrial-impact Last Alert System абсолютная звёздная величина астероида сначала оценивалась равной 15,89±0,18m, позже — 15,20±0,062m.